# Dendropsophus elegans
A perereca-de-moldura (Dendropsophus elegans) é uma espécie de anfíbio da família Hylidae.
É endêmica do Brasil. Esta espécie apareceu há pouco tempo na região da baixada norte de Santa Catarina, em lagoas próximas de áreas urbanizadas. Em Jaraguá do Sul, SC foi encontrada em 2018. Em Guaramirim SC, na lagoa da RPPN Santuário Rã-bugio, próxima da estrada principal, apareceu pela primeira vez em 2019, com alguns machos coaxando. A fauna anfíbia desta região é bem estudada há mais de 100 anos e nunca houve registro desta espécie, que é facilmente encontrada agora.

## Tamanho
É de pequeno porte, medindo entre 20 e 36 mm.

## Estratégia de reprodução
Para reprodução utiliza banhados em áreas abertas. Os machos disputam território se envolvendo em luta corporal.

## Distribuição geográfica
Ocorre na Mata Atlântica da Serra do Mar nas áreas de baixadas até altitudes de 200 metros nos estados de Santa Catarina, Paraná, São Paulo, Rio de Janeiro e Espírito Santo. Ocorre também na Mata Atlântica da Bahia e Minas Gerais.